# Balthazar Georges Sage
Pour les articles homonymes, voir Sage (homonymie).
Balthazar Georges Sage, né à Paris le 7 mars 1740, où il est mort le 9 septembre 1824, est un chimiste et minéralogiste français.

## Biographie
Fils d'apothicaire sans fortune, il suit les cours du collège Mazarin puis de l'abbé Nollet et de Rouelle.
A 19 ans, il donne des cours publics et gratuits de minéralogie et notamment d'art des essais. et à 22 ans, il envoie ses premiers travaux à l'Académie des sciences.
En 1768, le jeune scientifique remplace Rouelle à l'Académie des sciences, il est nommé professeur de minéralogie expérimentale.
Il publie le Mémoire de Chimie en 1773 à des fins éducatives. Il y donne des exemples de fabrication de minéraux artificiels, comme la malachite artificielle. Il décrit ou aide à la description de dizaines d'espèces minérales ou minéraux.
Après avoir été commissaire aux essais à la Monnaie en 1778, il obtient la création à l'Hôtel des Monnaies, suivant lettre patente du 11 juin 1778, d'une école publique et gratuite de minéralogie et de métallurgie « docimastique ». Par un arrêt du Conseil du Roi du 19 mars 1783, établissant une « École des Mines, à l'instar de celle qui a été établie avec tant de succès sous le règne du feu roi pour les Ponts et Chaussées », son projet de création, à l'Hôtel des Monnaies, d'une École des mines, dont il devient le premier directeur, se réalise. L'École des mines ne comporte alors, à part Sage, qu'un seul autre professeur, Jean-Pierre-François Guillot-Duhamel.
Pour les besoins de son enseignement il réunit une collection de minéraux riche de plus de 3500 échantillons. Cette collection restera à l'Hôtel des monnaies jusqu'à sa mort en 1824 bien que l'École des mines de Paris ait déménagé en 1794. Elle est alors partagée entre le Muséum national d'histoire naturelle et l'École des mines.
Balthazar-Georges s'illustre en scientifique conservateur, adversaire des principes révolutionnaires, autant en sciences que dans la vie civile. Il perd d'ailleurs de ce refus d'adhérer pleinement à la vie civile et à la science officielle ses deux places prépondérantes, à la Monnaie et à l'École des mines. En 1790, la direction de l'École des mines échappe à Sage, pour être confiée à une autorité administrative tricéphale, l'Agence des mines.
Durant le Directoire, il connaît par ses relations un retour en grâce. Il devient membre de l'Institut en 1801.
Malvoyant, et définitivement aveugle à partir de 1805, en grande partie mis à l'écart par la communauté scientifique fatiguée de ses disputes et controverses d'un autre âge, Sage finit dans la misère, surtout après l'effondrement de l'Empire où il ne lui aurait resté que ses émoluments de plumes.

## Vie scientifique

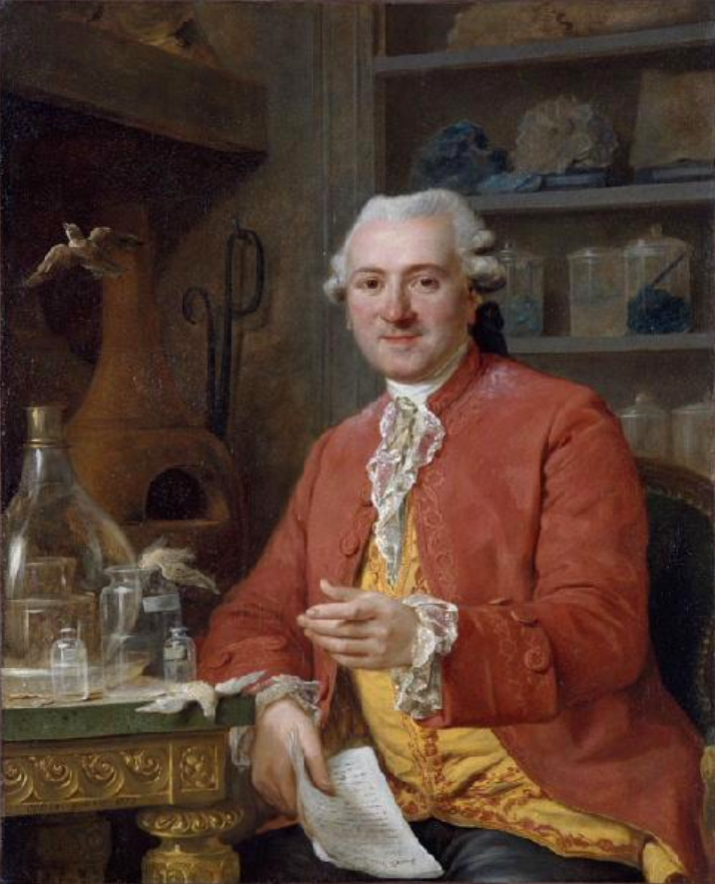
Portrait de Balthazar Sage

Sage a produit, avec ses élèves, de nombreux mémoires et des articles publiés par le Journal de Physique et le recueil de l'académie des sciences.
Bien qu'il soit reçu à l'Académie des Sciences à 30 ans, à la place du prestigieux maître Rouelle, il ne peut s'imposer véritablement en rassembleur des courants de la chimie. En effet, dès 1770, une fragmentation irréversible et centrifuge tend progressivement à ruiner toute ancienne autorité sur la chimie française. L'ancien élève de Guettard, Antoine Lavoisier conteste déjà dès 1772 les théories soi-disant unificatrices de Stahl et se lance dans des études précises sur la combustion menant à la modélisation de la simple réaction chimique.
Ses opposants affirment que Sage brillait plus par ses qualités administratives que scientifiques. Il cherche à prouver en 1778 que les végétaux contenaient une part significative d'or. L'or est ici interprété en principe vitaliste de luminosité naturelle, un "or vert" en quelque sorte.
Sage était d'évidence un savant querelleur et maintient son attachement à des théories anciennes souvent perçues comme fausses ou erronées par la jeune génération, auxquelles il s'accrochait contre toute évidence, ce qui lui mit à dos la quasi-totalité de ses collègues de l'Académie des sciences à partir des années 1780. Aigri, il attaque de front des scientifiques confirmés comme Antoine Lavoisier ou l'abbé Haüy, dont il n'acceptait nullement les théories nouvelles. Il s'insurgeait surtout de la prééminence de la nomenclature chimique, pour lui ridicule, vague et - il est vrai - encore imprécise sur un grand nombre d'espèces minérales, voire du couple chimie et physique hégémonique, essentialiste et généralisatrice à souhait sous une néo-influence newtonienne porté par les mathématiques, et en partie destructrices et méprisantes des nobles disciplines d'observations et des pratiques de laboratoire de l'ancienne histoire naturelle.
Son dédain pour nombre de théories nouvelles et son grand nombre d'adeptes-suiveurs l'éloigne de l'enseignement. Il prend la plume pour écrire des livres de vulgarisation, avec un certain succès. Se considérant comme un continuateur des encyclopédistes, l'auteur y développe une conception du progrès.

## Publications
Ordre chronologique de parution

Outre de nombreux articles dans le Journal de physique et dans les Recueils de l'Académie des sciences : 
- Académie royale des sciences [Observations chimiques[5] ; Histoire et analyse d'une terre noire trouvée à Beaurains près de Noyon ; Sur le foie de soufre formé avec l'alkali volatil ; Sur le charbon de terre ; Sur le sel provenant du cuivre uni à l'alkali volatil][6], 1766
- Académie royale des sciences [Sur la Malaquite ; Sur une mine de plomb verte], 1767[7]
- Académie royale des sciences [Sur l'analyse des différentes espèces de tourbes][8], 1768.
- Examens chimiques des différentes substances minérales, in 12°, Paris, 1769.
- Académie des sciences [Analyse de la pierre caliminaire du comté de Sommerset et de celle du comté de Nottingham][9], 1770
- Mémoires de chimie, 1773[10]
- Analyse des blés, et expériences propres à faire connoître la qualité du froment, & principalement celle du son de ce grain . Avec des observations sur les substances végétales, dont les différentes nations font usage au lieu de pain, 1776[11]
- Recueil de mémoires et d'observations sur la formation & sur la fabrication du salpêtre . Par les commissaires nommés par l'Académie pour le jugement du prix du salpêtre, 1776[12]
- Élément de minéralogie docimastique, deux volumes in octo, 1772[13] et 1777[14].
- Instruction sur l'établissement des nitrières et sur la fabrication du salpêtre, 1777[15]
- Expériences propres à faire connaître que l'alcali volatil fluor est le remède le plus efficace dans les asphyxies, 3e édition, 1778[16].
- L'art d'essayer l'or et l'argent. Tableau comparé de la Coupellation des Substances métalliques, par le moyen du Plomb ou du Bismuth. Procédés pour obtenir l'Or plus pur que par la voie du Départ, à Paris à l'imprimerie de Monsieur, 1780, in-8°, xij et 112 p., 4 planches hors-texte, approbation et privilège du roi[17].
- Description méthodique du Cabinet de l'École Royal des Mines, Paris : Imprimerie Royale, 1784[18]
- Cours de docimasie et de métallurgie, 1784[19]
- Analyse Chimique Et Concordance Des Trois Règnes, Paris : Imprimerie Royale, 1786[20]
- Supplément à la Description méthodique du Cabinet de l'École royale des mines, 1787[21]
- Extrait d'un mémoire sur le Département des mines remis au Comité des finances de l'Assemblée nationale, 1789[22]
- Observations sur un écrit qui a pour titre : "Vues sur le Jardin royal des plantes et le Cabinet d'histoire naturelle", 1790[23]
- L'art de fabriquer le salin et la potasse ; suivi des Expériences sur les moyens de multiplier la fabrication de la potasse, 1794[24]
- Théorie de l'origine des montagnes, et de l'accrétion quotidienne de la masse solide du globe, avec des conjectures sur la cause des subversions qu'il a éprouvées, 1809[25].
- Expériences qui font connaître que, suivant la manière dont la même chaux vive a été éteinte, elle est plus ou moins propre à former des bétons ou mortiers solides : procédés pour obtenir un stuc ou marbre artificiel préférable aux autres, ainsi qu'un badigeon inaltérable, etc, 1809[26]
- Exposé des effets de la contagion nomenclative, et la réfutation de paradoxes qui dénaturent la physique, 1810[27]
- Moyens de remédier aux poisons végétaux, à ceux qui sont produits par les substances métalliques et au venin des animaux, 1811[28],[29]
- Institutions de physique, 1811[30]
- Supplément aux Institutions de physique, 1812[31]
- Exposé sommaire des principales découvertes faites dans l'espace de 50 ans, in octo, Paris, 1813.
- Traité des pierres précieuses, Paris, F. Didot, 1814 (lire en ligne)
- Tableau comparé de la conduite qu'ont tenue envers moi les ministres de l'ancien régime avec celle des ministres du nouveau régime, 1814[32]
- Opuscules de physique, 1815[33]
- À M. Héron de Villefosse, 1816[34]
- Description des objets d'art de la collection de B.-G. Sage, 1816[35]
- De la formation de la terre végétale nommée humus, et de l'effet des engrais, 1816[36]
- Expériences qui font connaître qu'on ne peut admettre l'innocuité de l'eau de mer distillée parce qu'elle contient toujours du gaz alcalin oléaginé neptunien produit par la putréfaction des êtres organisés marins, 1817[37]
- Phénomènes que présente la destruction des corps des animaux après leur mort, Paris : Impr. de P. Didot l’aîné, 1817, in-8°, VIII-34 p.[38]
- Formation des monts ignivomes, nommés volcans, par allusion à Vulcain dont on a supposé que c'étaient les forges, 1817[39]
- Analyse de l'eau de mer, 1817[40]
- Notice biographique, 1818[41]
- Pétition à S. E. le Ministre de l'Intérieur, 1818[42]
- But de la nature dans la formation quotidienne du sel dans l'eau des mers, 1818[43]
- Énumération des découvertes minérales faites dans l'espace de 60 ans, in 9°, Paris, 1819.
- Analyse du lait de vache, suivie de la liste chronologique des ouvrages publiés dans l’espace de cinquante-un ans par B.-G. Sage, Paris : Impr. de P. Didot l’aîné, 1820, in-8°, 21 p.
- Lettre à son ami M. Robert Fergusson écuyer,1820[44]
- Supplément à la Notice biographique, 1820[45]
- Propriétés du tabac . Analyse de la poudrette. Théorie de la vitrification, 1821[46]
- Annotations de B.-G. Sage, fondateur et directeur de la première Ecole des mines, sur les personnages qui l'ont dépouillé de sa fortune, 1822[47]
- Probabilité physique sur la cause des contagions pestilentielles, 1822[48]
- Époque de la fondation de l'École royale des mines obtenue par B.-G. Sage, 1822[49]
- Théorie de la vitalité . Décomposition de la dépouille mortelle de l'homme. Itératives annotations, 1823[50]
- Lettre à S. E. Mgr. le Cte de Corbière, ministre de l'Intérieur, 1823[51]
- Notice biographique, 1824[52]
- Pétition adressée à sa Majesté, 1824[53]

## Description d'espèces minérales
- améthiste basaltine  (synonyme d'apatite)[54]
- beril feuilleté  (synonyme de disthène)
- chrysolite du cap (synonyme de prehnite)
- Mine de Cobalt verte (synonyme d'annabergite)
- soufre doré natif ou kermès minéral natif (synonyme de kermésite) décrit comme une mine d'antimoine en plumes
- talc bleu  (synonyme de disthène)

## Galerie

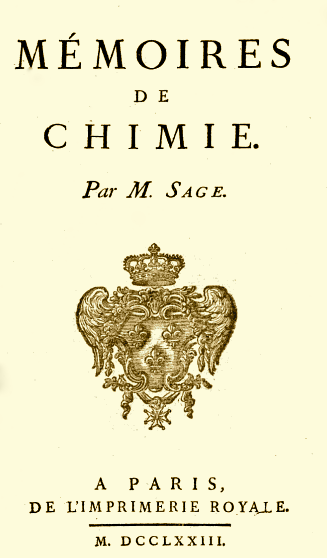
Page de garde du Mémoire de Chimie de Balthasar Georges Sage(1/3)
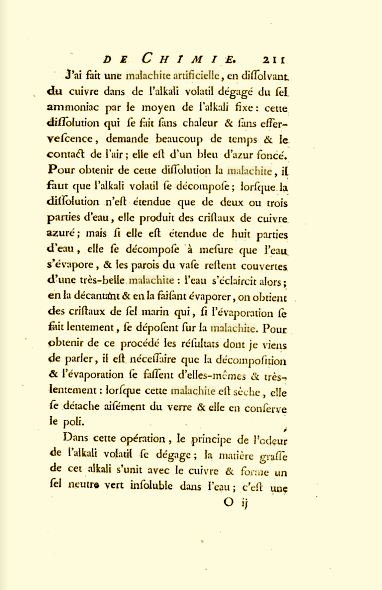
Page 211 - Description sur la fabrication d'une malachite artificielle (2/3)
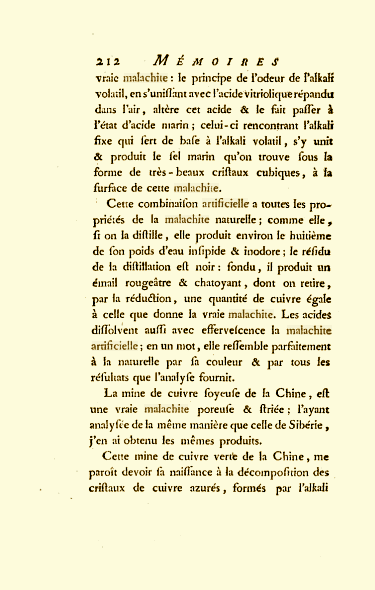
Page 212 - Suite de la description sur la fabrication d'une malachite artificielle (3/3)

## Sources
- Page de la Bibliothèque nationale de France sur Balthazar Georges Sage
- Texte de Gabriel Chesneau, Directeur honoraire de l'École Nationale Supérieure des Mines de Paris 1931-1932 Histoire de l'École des mines
- Florian Reynaud, Les bêtes à cornes (ou l'élevage bovin) dans la littérature agronomique de 1700 à 1850, Caen, thèse de doctorat en histoire, 2009, annexe 2 (publications) ressources en ligne